# 汤姆·彼得斯
汤姆·彼得斯（英語：Tom Peters，1942年11月7日—），美国著名管理学家、管理类畅销书作家，被称为“商界教皇”。

## 生平
曾获斯坦福大学工商管理硕士和博士学位。还担任过麦肯锡公司顾问。

## 学术成就
- 杰出公司（Best-run companies）的八大特征

## 主要著作
- 与小罗伯特·H·沃特曼（Robert H. Waterman, Jr）合著《追求卓越》（In Search of Excellence）